# Fashion Planet
Fashion Planet is een Nederlandse dramaserie van het commerciële televisiestation Net5. De serie draait om  een slechtlopend tijdschrift dat Fashion World heet. Na ontslag van de hoofdredactrice Jane Gargiulo (Marian Mudder) komt er een nieuwe hoofdredactrice: Rebecca Johansson (Manouk van der Meulen). Rebecca Johansson verandert de naam van het magazine direct naar Fashion Planet. Rebecca Johansson is op zoek naar een personal assistent en vindt al snel de wat onzekere Ellis Beers (Josje Huisman). Fashion Planet werd voor het eerst uitgezonden op dinsdag 11 maart 2014.

## Verhaal
Rebecca Johansson (Manouk van der Meulen) is na ontslag van de oude hoofdredactrice Jane Gargiulo (Marian Mudder) de nieuwe hoofdredactrice van het modeblad Fashion World. Rebecca Johansson is een eigenwijze en keiharde dame die het modeblad weer op een hoger level wil zetten. Als eerst verandert ze de naam naar Fashion Planet. Tegelijkertijd komt Ellis Beers (Josje Huisman) voor het eerst in de grote stad en gaat ze solliciteren bij Fashion World voor een stageplaats. Door een samenloop van omstandigheden wordt ze plots aangenomen om de nieuwe personal assistent van Rebecca Johansson (Manouk van der Meulen) te worden. Door wat tips van andere collega's die jaloers zijn op haar nieuwe functie, lukt het haar steeds beter om haar werk te doen. Ook komt haar vriendje Rick (Jord Knotter) van waar ze vandaan kwam op bezoek bij haar, omdat hij niets meer van haar hoorde. Dit vindt ze allesbehalve prettig, want Fashion Planet is haar alles geworden.

## Rolverdeling
- Rebecca Johansson:  Manouk van der Meulen
- Ellis Beers: Josje Huisman
- Mike Waque: Michiel Nooter
- Jane Gargiulo: Marian Mudder
- London: Patrick Martens
- Gina: Gitta Fleuren
- Paula: Loes Schnepper
- Linda de Vries: Tamara Brinkman
- Diego: Roscoe Leijen
- Oscar: Mike Libanon
- Shozjana: Joy Wielkens
- Matthias Janssens: Axel Daeseleire
- Rick: Jord Knotter
- Berluk: Gürkan Küçüksentürk
- Nathalie-Jane Johansson: Kim-Lian van der Meij
- Sylvana Simons: Sylvana Simons
- assistent designer: Phi Nguyen

## Kijkcijfers
| Aflevering | Uitzenddatum  | Kijkcijfers |
| ---------- | ------------- | ----------- |
| 1          | 11 maart 2014 | 280.000     |
| 2          | 18 maart 2014 | 173.000     |
| 3          | 25 maart 2014 | 204.000     |
| 4          | 1 april 2014  | 192.000     |
| 5          | 8 april 2014  | 186.000     |
| 6          | 15 april 2014 | 194.000     |
| 7          | 22 april 2014 | 161.000     |
| 8          | 29 april 2014 | 211.000     |
| 9          | 6 mei 2014    | 170.000     |

Op 22 mei 2014 verscheen de serie op dubbel-dvd. 